# Office des voiries et drainage
 (février 2025).
 (février 2025).
Si vous disposez d'ouvrages ou d'articles de référence ou si vous connaissez des sites web de qualité traitant du thème abordé ici, merci de compléter l'article en donnant les références utiles à sa vérifiabilité et en les liant à la section « Notes et références ».
En pratique : Quelles sources sont attendues ? Comment ajouter mes sources ?
L'Office des voiries et drainage « OVD » est une entreprise publique de la république démocratique du Congo (RDC), créée le 16 septembre 1987 par l'ordonnance n°87-331. Placée sous la tutelle du ministère des infrastructures et travaux publics, l'OVD est dotée de la personnalité juridique et jouit d'une autonomie administrative et financière.

## Missions
L'OVD a pour principales missions,,,, :
- Entretien et aménagement des infrastructures urbaines : construire, réhabiliter et moderniser les voiries et les systèmes de drainage dans les agglomérations urbaines.
- Études techniques : mener ou superviser des études pour définir, programmer et réaliser des travaux de voirie et de drainage.
- Conseil en urbanisme : participer en tant que conseiller technique à l'élaboration des plans d'urbanisme des agglomérations.
- Assistance aux agglomérations : intervenir dans les agglomérations sollicitant son expertise pour des projets spécifiques.

## Réalisations
Depuis sa création, l'OVD a entrepris de nombreux projets visant à améliorer les infrastructures urbaines à travers le pays. Parmi les réalisations notables,,,,, :
- Réhabilitation des voiries urbaines : dans des villes telles que Goma, Bukavu, Uvira et Bunia, l'OVD a mené des travaux d'aménagement, de modernisation et d'assainissement des routes urbaines, améliorant ainsi la mobilité et le cadre de vie des habitants.
- Projets spécifiques à Kinshasa : dans la capitale, l'OVD a été impliqué dans la construction et la réhabilitation de plusieurs infrastructures routières majeures, contribuant au désenclavement de certains quartiers et à la fluidité du trafic.

La structure de l'OVD comprend :
- Conseil d'administration : organe décisionnel chargé de définir les orientations stratégiques.
- Comité de gestion : responsable de la mise en œuvre des décisions et de la gestion quotidienne des activités.
- Collège des commissaires aux comptes : assure le contrôle financier et la conformité des opérations.

## Perspectives
Sous la direction actuelle, l'OVD s'engage à poursuivre ses efforts pour moderniser les infrastructures urbaines de la RDC. Des projets ambitieux sont en cours, visant à améliorer la qualité de vie des citoyens et à soutenir le développement économique du pays,,,.
En collaborant avec d'autres institutions et en mobilisant des ressources tant nationales qu'internationales, l'OVD aspire à jouer un rôle clé dans la reconstruction et le développement durable des infrastructures urbaines de la République Démocratique du Congo,,.